# Rademachersmedjorna

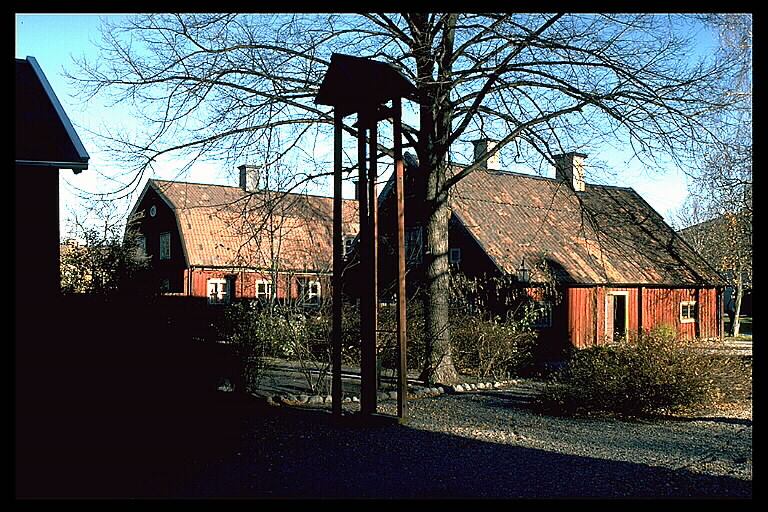
Rademachersmedjorna i slutet av 1970-talet.

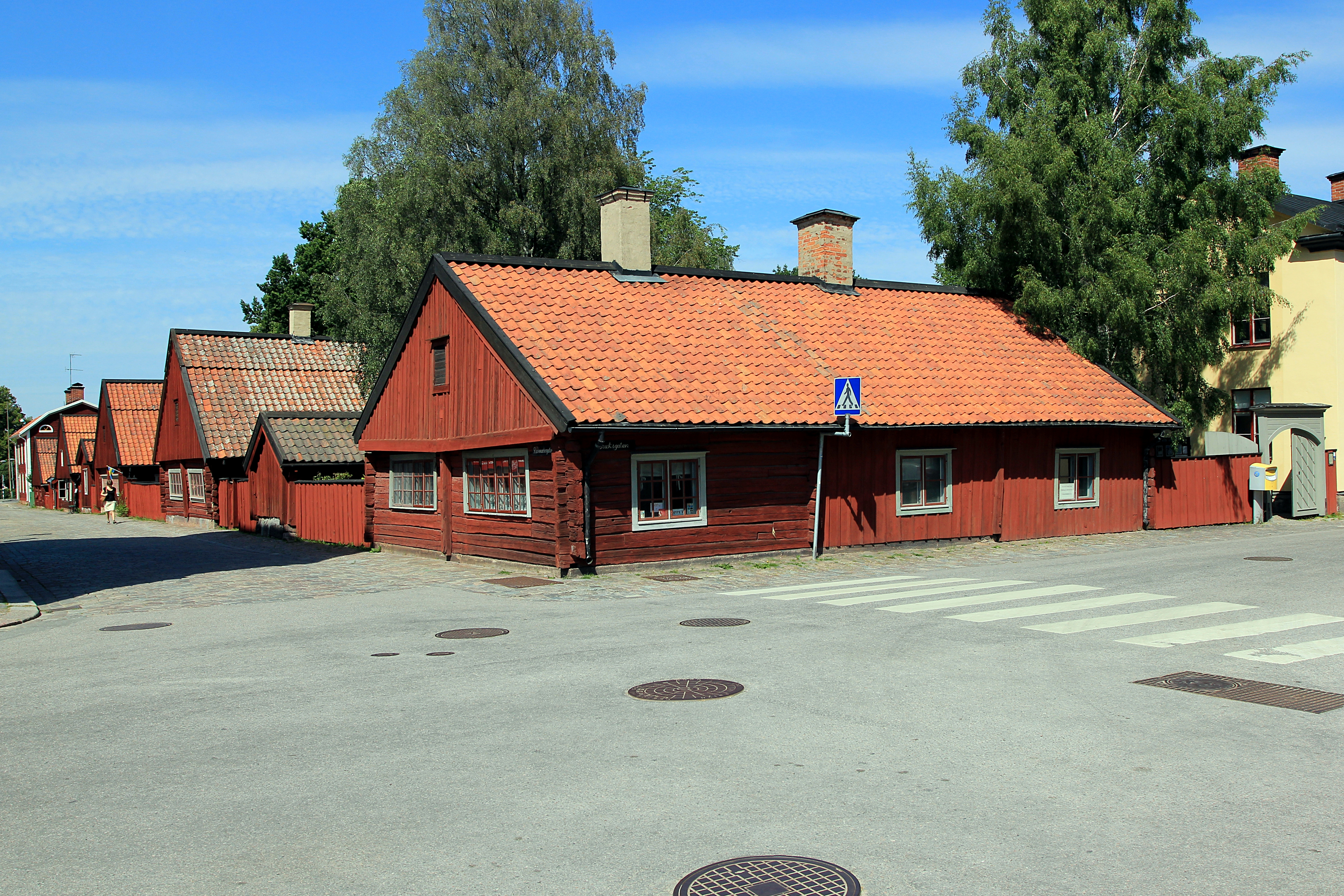
Rademachersmedjorna

Rademachersmedjorna är ett friluftsmuseum i centrala Eskilstuna med bevarade smedjor från 1600-talet. De äldsta smedjorna på området ingick i den finsmidesmanufaktur som anlades i Eskilstuna under 1650-talet. Området är uppkallat efter Reinhold Rademacher (1609-1668), som var den första föreståndaren för manufakturen. Till skillnad från många andra friluftsmuseer har inte byggnaderna flyttats till platsen, utan ligger kvar på samma ställe som de en gång byggdes. Smedjorna från 1600-talet utgör Eskilstunas äldsta bevarade byggnader.

## Historik
Eskilstuna har en lång tradition av järnsmide och järnhantering. Under mitten av 1600-talet beslöt kung Karl X Gustav att en smidesmanufaktur skulle anläggas i Eskilstuna. Sverige hade redan en järnmanufaktur i Livland, nuvarande Lettland, som förestods av Reinhold Rademacher. Närheten till Ryssland ansågs oroande och kungen ville flytta manufakturen till en säkrare plats. Med löften om generösa privilegier lyckades Karl X övertala Rademacher att flytta sin verksamhet till Eskilstuna. Rademacher skulle bland annat få ensamrätt på tillverkningen av finsmide, det vill säga små järnföremål såsom  knivar, saxar, synålar, knappnålar, lås, gångjärn, verktyg och spik.
En plan för bruket ritades av hovarkitekten Jean de la Vallée. Enligt ritningarna skulle 120 smedjor av vitt tegel byggas. År 1659 stod den första av smedjorna klar. I samband med detta fick Eskilstuna sina stadsprivilegier samma år, under namnet Carl Gustafs stad. När Karl X dog år 1660 försvann ströps dock det mesta av finansieringen av manufakturen. I slutändan byggdes endast 20 smedjor, av trä istället för tegel. 
Majoriteten av arbetskraften i manufakturen var invandrare, i huvudsak tyska smeder. Smedjorna var kombinerade verkstäder och bostadshus. Varje smedja delades av två hushåll. Varje hushåll hade lärlingar och gesäller inneboende. I närheten återfanns betesmark för djuren och odlingar med bland annat rotfrukter. Manufakturen var statlig, vilket innebar att smederna själva inte ägde sina smedjor, verktyg eller de produkter de tillverkade.
Efter Rademachers död leddes manufakturen av hans änka Maria Wittmacher. I början av 1700-talet föll området i privat ägo. Samuel Schröderstiernas skötebarn fristaden inrättades 1771 ungefär på den mark Reinhold Rademacher en gång fått sig tilldelad. Inhemska och utländska arbetare kunde där själva driva verksamhet utan tvång. De som slog sig ned i fristaden skulle vara befriade från alla personliga skatter.
År 1906 öppnades stadens första museum i en av smedjorna. När Eskilstuna firade 300-årsjubileum 1959 ställdes de kvarvarande smedjorna i ordning som kulturreservat. Av de ursprungliga 20 smedjorna finns sex stycken kvar idag. På området finns även smedjor, verkstäder och bostadshus som uppförts under 1700- och 1800-talen.

## Rademachersmedjorna idag

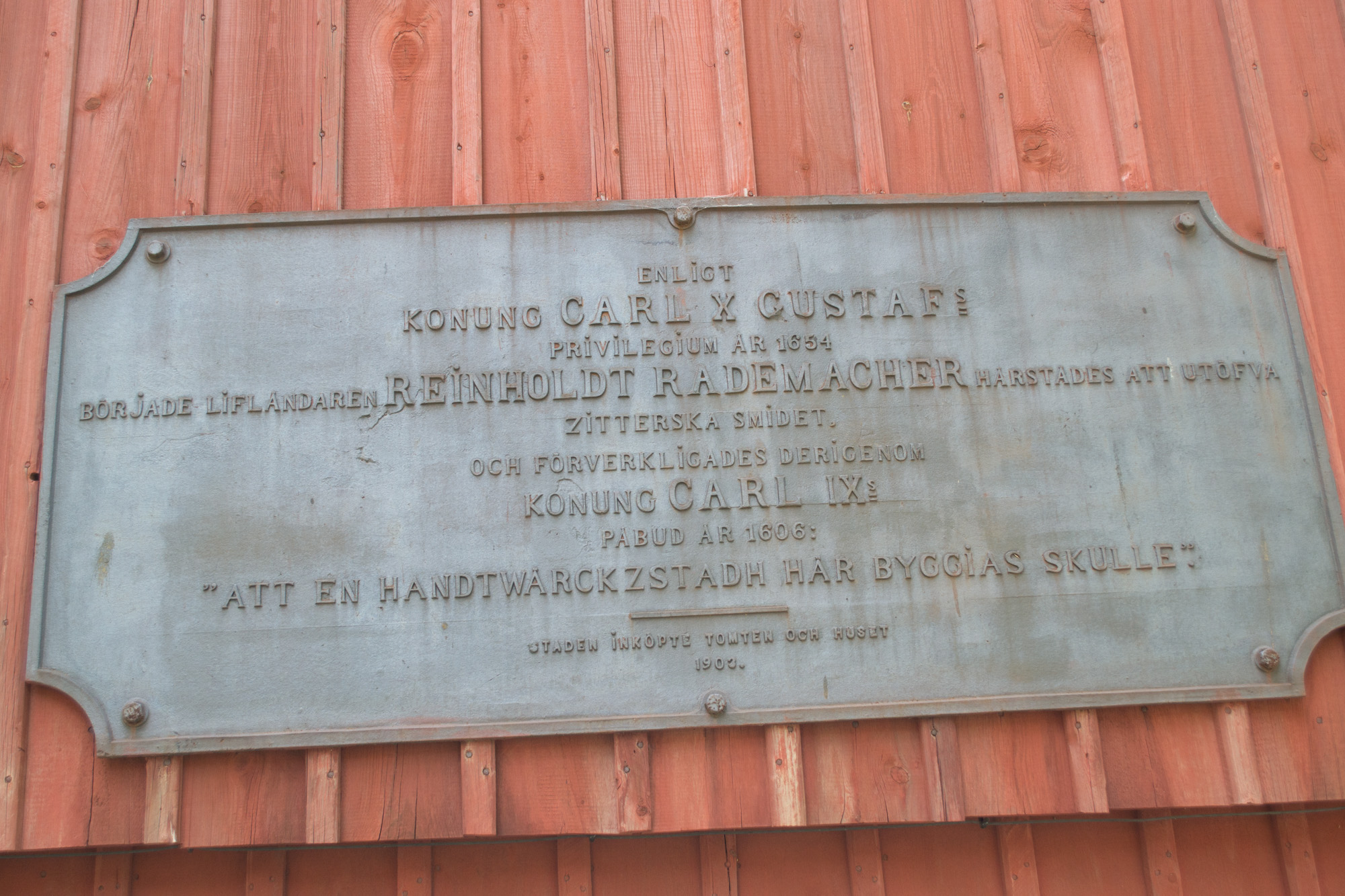
På en skylt på husväggen på en av smedjorna finns texten "Enligt Konung Carl X Gustafs privilegium år 1654 började lifländaren Reinholdt Rademacher härstädes att utöfva Zitterska smidet och förverkligades derigenom Konung Carl IX:s påbud år 1606 att en handtwärckstadh här byggias skulle."

Eskilstuna stadsmuseum bedriver verksamhet på Rademachersmedjorna under sommaren. Berglindska museismedjan visar hur ett smedshem och verkstad såg ut omkring sekelskiftet 1600-1700. Leksmedjan Smetuna är en lek- och lärmiljö där barn får prova på livet i en smedsfamilj. På området finns flera utomhusutställningar.
Övriga byggnader på området hyrs ut till hantverksföretag och -föreningar till subventionerade hyror. På området finns järnsmeder, knivsmed, krukmakeri, hemslöjdsbutik, läderhantverkare, mathantverkare och konstnärsgalleri. Två av husen inrymmer café och restaurang.
Braunerhielmska Friluftsteatern spelar sedan 1969 fars på Rademachersmedjorna under sommaren.